# Força Aèria Soviètica
La Força Aèria Soviètica (24 de maig de 1918 - 8 de desembre de 1991) era una de les forces aèries de la Unió Soviètica. Oficialment fou designada Flota Aèria Roja Obrera i Camperola, RKKVF (Рабоче-Крестьянский Красный Воздушный Флот, РККФ) en 1918-1946; el 25 de febrer de 1946 fou rebatejada amb el nom definitiu de Forces Aèries Militars (en rus, Военно-воздушные силы, transliterat Voenno-vozdushnye sily), sovint abreujat en VVS (ВВС en ciríl·lic). L'altra força aèria soviètica principal era anomenada Tropes de Defensa Aèria (PVO, fundades el 1948). Ambdues forces aèries foren sempre part integrant de l'exèrcit de terra (Exèrcit Roig i Exèrcit Soviètic); també la Flota soviètica tingué secció aèria pròpia.

## Història

### La Flota Aèria Roja Obrera i Camperola
El 20 de desembre de 1917 es creà el "Col·legi Panrús per la Direcció de les Forces Aèries del Vell Exèrcit". Es tractava d'un quarter general bolxevic, comandat inicialment per Konstantín Akaixev.
Després d'una reorganització, la Flota Aèria Roja Obrera i Camperola, RKKVF ('Рабоче-Крестьянский Красный Воздушный Флот, РККФ) va ser establerta el 24 de maig de 1918. se li donà l'estatus de Directori Principal.

### Força Aèria Soviètica
El 28 de març de 1924 es creà el Directori de les Forces Aèries de la Unió Soviètica, i l'1 de gener de 1925 el Directori de les Forces Aèries de l'Exèrcit Roig Obrer i Camperol. Gradualment, la seva influència en el disseny aeronàutic va ser major. Des de l'inici, la Força aèria imità l'organització de les forces de terra, creant Exèrcits Aèris, Divisions Aèries i Regiments d'Aviació.
Després de la creació de l'estat soviètic es realitzaren diversos esforços dirigits a modernitzar i augmentar la producció aèria, dirigits pel seu carismàtic i energètic comandant, el general Iakov Alksins, posteriorment víctima de les purgues de Stalin. La producció nacional d'avions s'incrementà durant els primers anys de la dècada de 1930, i cap al final de la dècada la força aèria soviètica va poder introduir els caces I-15 i I-16 i els bombarders Túpolev SB, SB-bis i DB-3.
Una de les primeres grans proves per a la RKKVF va arribar al 1936 amb la Guerra Civil Espanyola, on els darrers dissenys aeronàutics, tant soviètics com alemanys, van enfrontar-se en ferotges combats aeris. A l'inici, els caces Polikàrpov I-16 es demostraren superiors als caces de la Luftwaffe, aconseguint la superioritat aèria local allà on anaven. Però els soviètics es negaren a enviar les quantitats necessàries de caces, i les seves victòries van quedar de costat a causa del seu ús limitat. L'arribada posterior dels nous caces Bf-109s, lliurats a Franco pels alemanys, asseguraren als Nacionals definitivament la superioritat aèria. Les derrotes a Espanya coincidiren amb l'inici de la Gran Purga de Stalin contra els caps militars, la qual afectà enormement les capacitats combatives de la creixent Força Aèria Soviètica. Els oficials recent promoguts no tenien experiència de vol ni de combat, mentre que els comandants veterans, temerosos del destí del general Alksnis i d'altres, no tenien cap mena d'iniciativa, enviant sovint qualsevol decisió menor a Moscou per a la seva aprovació, i insistint que els seus pilots complissin estrictament amb els predectibles procediments estandarditzats d'atac i defensa aèria.
El 19 de novembre de 1939, el Quarter General de la RKKVF tornà a denominar-se Directori Principal de les Forces Aèries de l'Exèrcit Roig.

### Guerra amb Finlàndia
Amb la participació en la Guerra Civil Espanyola i els combats contra Japó a l'Extrem Orient, la RKKVF adquirí alguna experiència pràctica de combat. Poc abans de l'inici de la guerra amb Alemanya, s'envià un Grup Soviètic de Voluntaris a la Xina per entrenar els pilots de la Força Aèria de la República Xinesa per enfrontar-se als japonesos en la guerra. Però tot i això, aquestes experiències no van valer de gaire durant la Guerra d'Hivern contra Finlàndia el 1939, on molts inexperts pilots de caces i bombardes soviètics van ser abatuts pels pocs pilots de la Força Aèria Finesa. La RKKVF va aprendre ben aviat que els procediments soviètics de defesa aèria derivats de la Guerra Civil Espanyola, com formar cercles defensius quan atacaven, no funcionaven contra els finesos, que empraven tàctiques de picat per abatre els avions soviètics en grans quantitats. Els efectes de la Gran Purga de 1937-38 contra el cos d'oficials de l'Exèrcit Roig indubtablement tingué un paper principal en la lenta reacció del RKKVF i el seu comandament a les noves realitats del combat aeri.
L'1 de gener de 1941, sis mesos abans de la invasió alemanya de la Unió Soviètica, les Forces Aèries de l'Exèrcit Roig tenien 363.900 membres, sumant un 8,65% del personal militar de tota la Unió Soviètica.
La Força Aèria Soviètica va ser durament colpejada durant la purga de l'Exèrcit Roig de 1941.

### Gran Guerra Patriòtica

L'estel roig original característic de la Força Aèria Soviètica durant la Segona Guerra Mundial

A l'esclat de la Segona Guerra Mundial, els militars soviètics encara no estaven a un nivell de preparació suficient per guanyar una guerra: el 1931 Stalin va dir que la indústria soviètica estava de "50 a 100 anys per darrere" de les potències occidentals. Al final de la guerra, producció anual aeronàutica soviètica superà l'alemanya; la producció anual soviètica arribà fins als 40.241 avions el 1944. Durant la Gran Guerra Patriòtica es fabricaren uns 157.261 avions, dels quals 125.655 eren de combat.
El motiu principal per la gran pèrdua d'avions durant l'inici de la guerra amb Alemanya no va ser la mancança de tàctiques modernes, sinó la mancança de pilots i equips de terra experimentats, la destrucció de molts avions a les pistes d'aterratge a causa de la fallada del comandament al no dispersar-los, així com el veloç avanç de les tropes de terra de la Wehrmacht, que forçà als pilots soviètics a lluitar a la defensiva durant l'operació Barbarroja, mentre que havien d'enfrontar-se als avions alemanys més moderns. Durant els primers dies de la invasió, la Luftwaffe destruí uns 2.000 avions soviètics, la majoria d'ells a terra, amb unes pèrdues de només 35 avions (dels quals 15 no van ser en combat).
Els principals avions de la RKKVF durant la Segona Guerra Mundial va ser el model Iliuixin Il-2 Ixturmovik d'assalt terrestre i el caça Iàkovlev Iak-1 en les seves múltiples variants; cadascun dels quals va ser l'avió més fabricat de totes les èpoques en la seva classe, sumant la meitat de la força de la RKKVF durant gairebé tota la Gran Guerra Patriòtica. El Iak-1 era un disseny modern de 1940 i tenia espai pel desenvolupament, a diferència del disseny matriu del Messerschmitt Bf 109. El Iak-9 portà la paritat entre la RKKVF i la Luftwaffe, permetent-los guanyar la mà sobre la Luftwaffe fins al 1944, quan molts pilots alemanys evitaven deliberadament el combat amb la darrera i millor variant, el Iak-3. La resta d'avions principals de la RKKVF eren els caces Lavotxkin, principalment el Lavotxkin La-5, el Petliakov Pe-2 bimotor d'atac a bombarders, i un bombarder mitjà bàsic però funcional i versàtil, el Iliuixin Il-4.
El 31è Regiment d'Aviació de Bombarders, equipat amb Pe-2 i comandat pel Coronel Fiodor Ivànovitx Dobix esdevingué la primera unitat de bombarders que assolí el títol de la Guàrdia. El títol va ser concedit per les accions durant el front de Leningrad al novembre-desembre de 194 durant una operació defensiva i un contraatac soviètic prop de Tikhvin.
Entre els combatents de la Segona Guerra Mundial, la Força Aèria Roja inicià un programa per portar dones als grups de combat. Marina Raskova, una de les escasses dones a la RKKVF abans de la guerra, usà la seva influència amb Stalin per formar 3 regiments aeris íntegrament femenins: el 586è Regiment Aeri de caces, el 46è Regiment «Taman» de Guàrdies de Bombarders Nocturns (anomenades les Bruixes Nocturnes). A causa dels seus èxits en combat, el 587 i el 588 van rebre l'honor de ser nomenades Unitats de la Guàrdia. A més d'aquests regiments femenins, moltes dones van servir amb els homes en altres regiments. Les dones pilots, navegants, artilleres, mecàniques, especialistes en armament i d'altres personal de terra femení va fer que hi hagués més de 3.000 dones combatents a les RKKVF. Les dones pilot van fer més de 24.000 sortides. Dues d'elles són les úniques dones que han assolit el títol d'as de caça: Lídia Lítviak i Kàtia Budànova.
Mentre que existien divisions terrestres a l'Exèrcit Roig formades per membres d'una república específica soviètica, sembla que hi va haver molt pocs regiments aeris formats per les nacionalitats, entre ells el 1r Regiment Aeri de Bombarders Lleugers Nocturns Letó.
El Mariscal en cap d'Aviació Aleksandr Nóvikov comandà la RKKVF des de 1942 fins al final de la guerra, i se li ha reconegut que introduí moltes noves innovacions i sistemes d'armament. Durant el darrer any de la guerra els civils i militars alemanys que es retiraven cap a Berlín eren hostigats per la presència d'avions en vol baix, metrallant-los i bombardejant-los, una activitat en la qual fins als vells Polikàrpov Po-2, un biplà molt fabricat amb disseny dels anys 20, van prendre part. Així i tot, això representà una menor mesura en l'experiència de les unitats de la Wehrmacht al front que patien el nivell de superioritat i sofisticació que havia arribat la Força Aèria Soviètica. Només en una operació estratègica, l'Operació Jassi-Kixinev, els exèrcits aeris soviètics 5è, 17è i l'Aviació Naval de la Flota del Mar Negre assolí una superioritat aèria del 3,3:1 sobre la Luftflotte 4 i la Reial Força Aèria Romanesa, fent que el 2n i el 3r Front d'Ucraïna poguessin avançar pràcticament sense patir atacs aeris.
Com en molts països aliats de la Segona Guerra Mundial, la Unió Soviètica rebé avions occidentals mitjançant els acords Préstec-Arrendament, principalment P-39 Airacobras, P-63 Kingcobras, Hawker Hurricanes,  Curtiss P-40  Kittyhawks i A-20 Havocs. Els P-39s aconseguiren els màxims de victòries individuals que cap pilot nord-americà. Dos regiments aeris van ser equipats amb Spitfire Mk. Vb a inicis de 1943, però van patir moltes baixes a causa del foc amic, car el caça britànic se semblava molt al Bf 109 alemany. Els avions provinents del Préstec-Arrendament britànic i nord-americà representaren gairebé un 12% del total d'avions soviètics.
El principal as de caça soviètic de la Segona Guerra Mundial va ser Ivan Nikítovitx Kojedud, que aconseguí 62 victòries aèries individuals entre el 6 de juliol de 1943 i el 16 d'abril de 1945, més que no pas cap altre pilot aliat de la guerra.

#### Aviadors amb el títol d'Heroi de la Unió Soviètica durant la II Guerra Mundial
En total, el títol d'Heroi de la Unió Soviètica es concedí en 2.332 ocasions entre els aviadors, amb 61 concessions dobles i 2 triples (el tinent coronel Alexandr Pokrixkin i el Major Ivan Kojedub). Entre els estrangers que la van rebre, el cas més notable és dels quatre francesos del Regiment de Caça Normandie-Niemen, que volaven amb caces Iak, i aconseguiren 273 victòries aèries.
| - Capità Marcel Albert (França) - Capità Sultan Amet-Khan - Major Raïssa Arónova - Capità Aleksandr Avdéiev - Tinent Coronel Vera Bélik - Tinent de 1a Mikhaïl Deviataev - Major Galina Djunkovskaia - Major Maria Dólina - Tinent de 1a Ivan Dratxenko - Major Nadejka Fedutenko - Tinent Coronel Klàvdia Fomítxova - Major Rufina Gaixeva - Major Polina Guélman - Major Serguei Gritsevets - Coronela Valentina Grizoduova - Major Ievguénia Jigúlenko | - Tinent de 1a Antonina Khudiakova - Major Ivan Kojedub - Tinent de 1a Tamara Konstantínova - Capità Gueorgui Kuzmín - Tinent de 1a Lídia Lítviak - Capitana Larissa Litvínova - Capità Serguei Luganski - Tinent Tatiana Makàrova - Major Aleksei Maréssiev - Major Natàlia Meklin - Major Iedvdokia Nikulina - Tinent de 1a Ievdokia Nossal - Major Polina Ossipenko - Tinent de 1a Zoia Parfiónova - Tinent de 1a Ievdokia Paskó - Major General Pàvel Plotnikov | - Mariscal d'Aviació Alexandr Pokrixkin - Capitana Marina Popova - Major Marina Raskova - Tinent de 1a Nina Raspopova - Capità Grigori Retxkalov - Tinent de 1a Iekaterina Riabova - Tinent de 1a Ievguénia Rúdneva - Tinent de 1a Irina Sebrova - Tinent de 1a Maguba Sirtlanova - Tinent de 1a Van Sitov - Major Maria Smirnova - Tinent de 1a Anna Timoféieva - Major Marina Txetxneva - Tinent Nina Uliànenko - Coronel Lev Xestakov - Tinent de 1a Iekaterina Zelenko - Capitana Antonina Zubkova |

### Guerra Freda

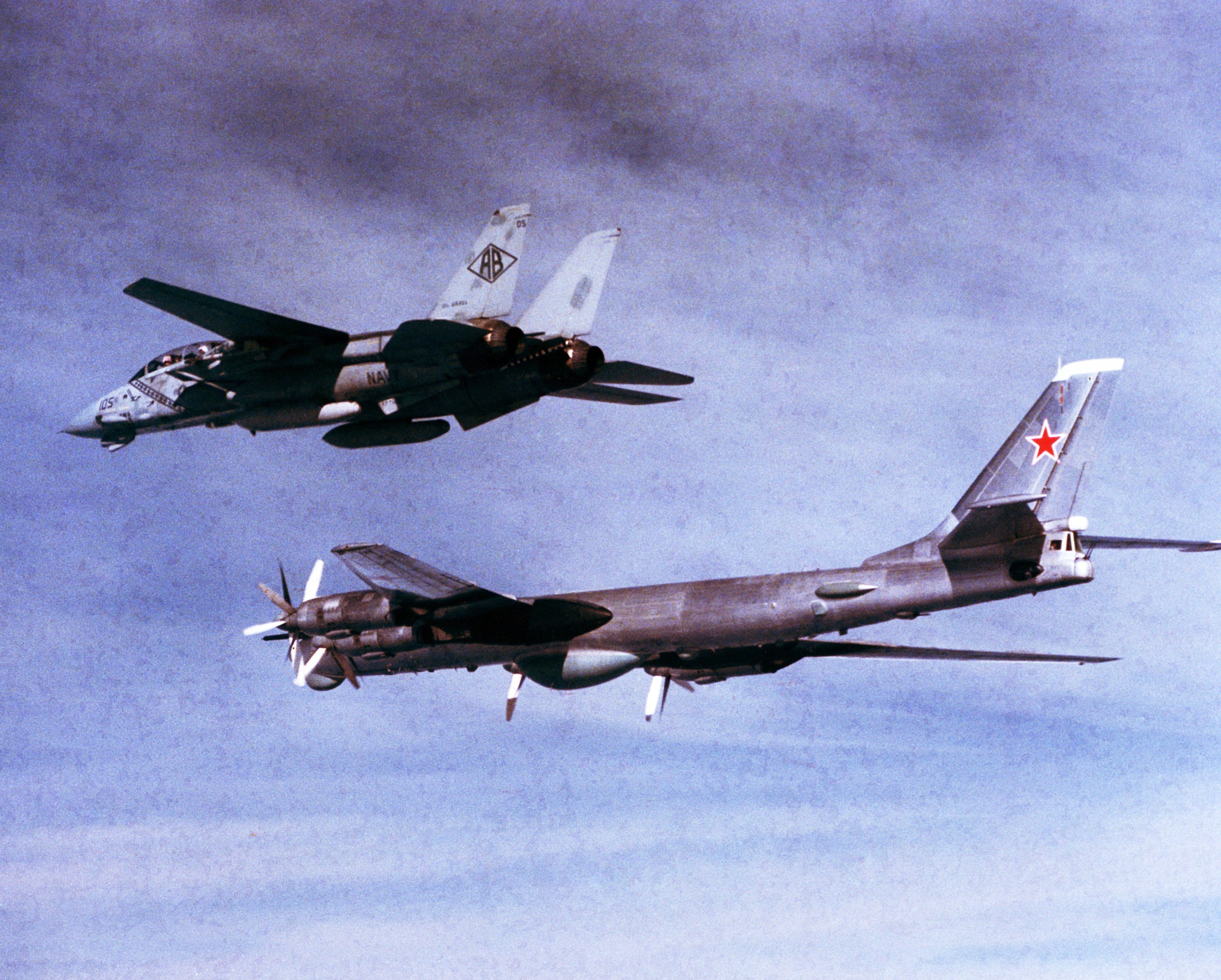
Tu-95 soviètic escortat per un F-14 Tomcat de la US Navy.

Durant la Guerra Freda, la Força Aèria Soviètica es rearmà, reforçant-se i introduint doctrines aèries modernes. Durant la dècada de 1980, el seu moment més àlgid, podia desplegar prop de 10.000 avions, i a inicis de la dècada de 1990 la Unió Soviètica disposava d'una força aèria que satisfeien els nivells d'una superpotència en termes de qualitat i quantitat.
Durant la Guerra Freda la VVS va ser dividida en tres branques principals (equivalents als comandaments a les forces aèries occidentals): l'Aviació Estratègica (Dal'naya Aviatsiya o 'DA'), enfocada en els bombarders de llarg abast; l'Aviació Frontal (Frontovaia Aviatsiia o 'FA'), enfocada en la defensa aèria del camp de batalla, el suport aeri proper i la interceptació; i el Transport Aeri Militar (Voenno-Transportnaia Aviatsiia o 'VTA'), que controlava tots els avions de transport. Les forces de defensa aèria (Voiska protivovozduixnoi oboroni o Voyska PVO), enfocada cap a la defensa aèria i en els avions d'incerceptació, era un servei separat i diferent dins de l'organització militar soviètica.
L'1 de setembre de 1983, la Voiskà PVO va abatre el Vol 007 de Korean Airlines després de creure que la línia aèria civil havia travessat il·legalment l'espai aeri restringit soviètic i prenent-lo per un avió espia. Anteriorment, les Aerolínies Coreanes havien travessat en una ocasió l'espai aeri de Kamtxatka i van haver de fer un aterratge d'emergència quan un MiG soviètic el disparà. Oficials del govern soviètic van haver d'admetre finalment el seu error davant les protestes dels governs de Corea del Sud i els Estats Units.
La Marina Soviètica tenia la seva pròpia arma aèria independent, la (Aviatsiia Voenno Morskogo Flota o AV-MF).

#### Programa de caces de la dècada de 1980
Durant la dècada dels 80, la Unió Soviètica va assabentar-se del desenvolupament del caça tàctic avançat als Estats Units i començà a treballar en el desenvolupament d'un caça equivalent.
S'iniciaren dos programes, un amb el propòsit d'enfrontar-se directament al llavors projectat caça tàctic avançat americà (la qual cosa comportaria el desenvolupament del F-22 Raptor/YF-23 Black Widow II). Aquest caça futur va ser designat Mnogofounksionalni Frontovoi Istrebitel (MFI) (Caça Multifuncional de Línia de Front), i va ser dissenyat com un avió pesat per a múltiples tasques, amb la supremacia aèria en la ment dels dissenyadors.
En resposta al projecte americà del X-32/F-35, la Unió Soviètica inicià el programa LFI, que desenvoluparia un caça reminiscent del X-32/F-35 amb un únic motor, però sense les capacitats d'un autèntic avió multitasca.
Posteriorment, Rússia canviaria la denominació del projecte LFI a LFS, convertint-lo en un avió multitasca, posant èmfasi principalment en la capacitat d'atac aire-terra. Durant la dècada de 1990, les forces armades russes cancel·laren els projectes LFS i continuaren amb el projecte MFI, amb inversions mínimes, creient que era més important que la producció d'un caça lleuger. Més recentment s'ha planejat el PAK FA, però no ha entrat en servei cap caça aeri successor de la família Su-27 i MiG-29.

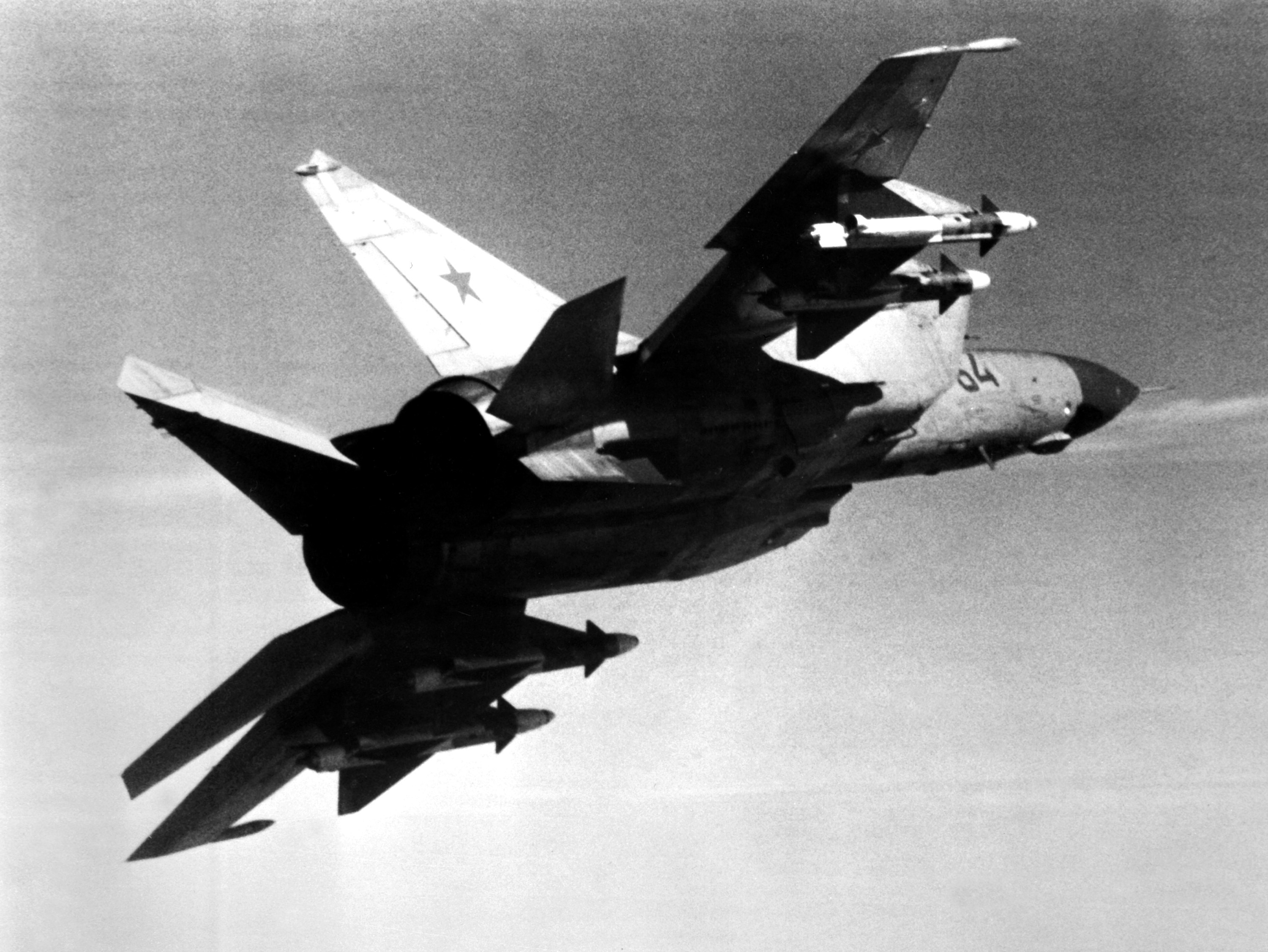
Vista posterior dreta d'un MiG-25 portant 4 míssils AA-6 Acrid
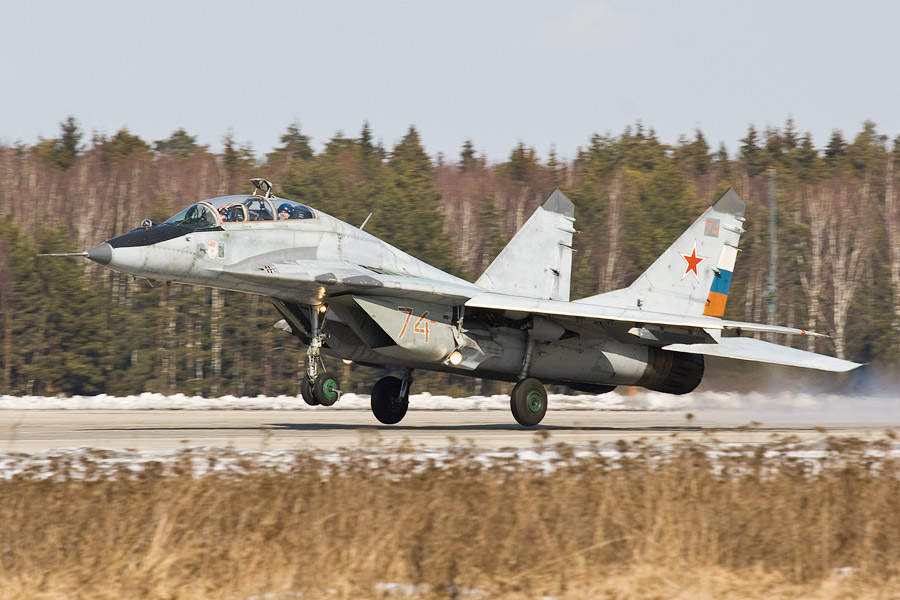
Caça MiG-29 Fulcrum
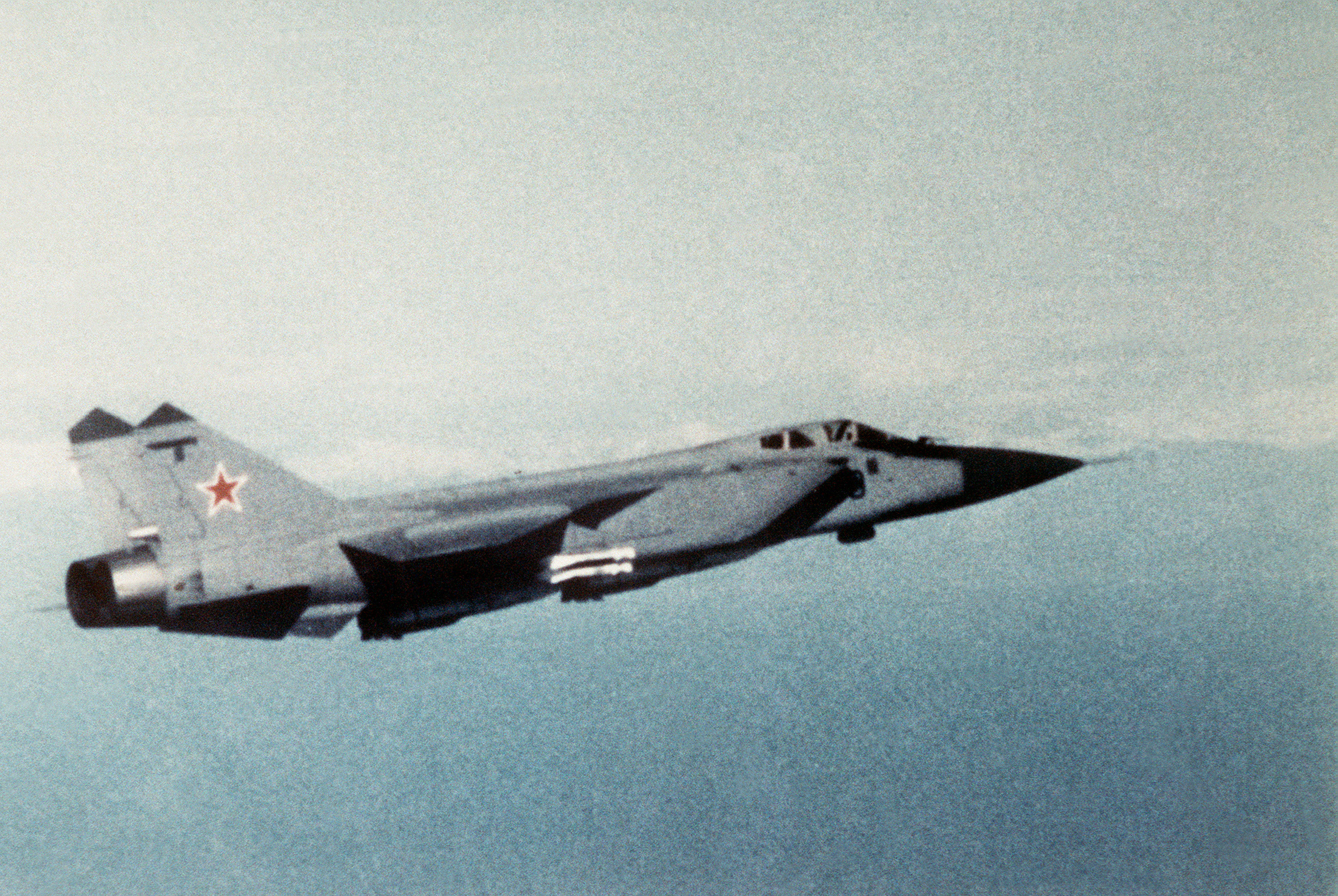
Caça/interceptador MiG-31
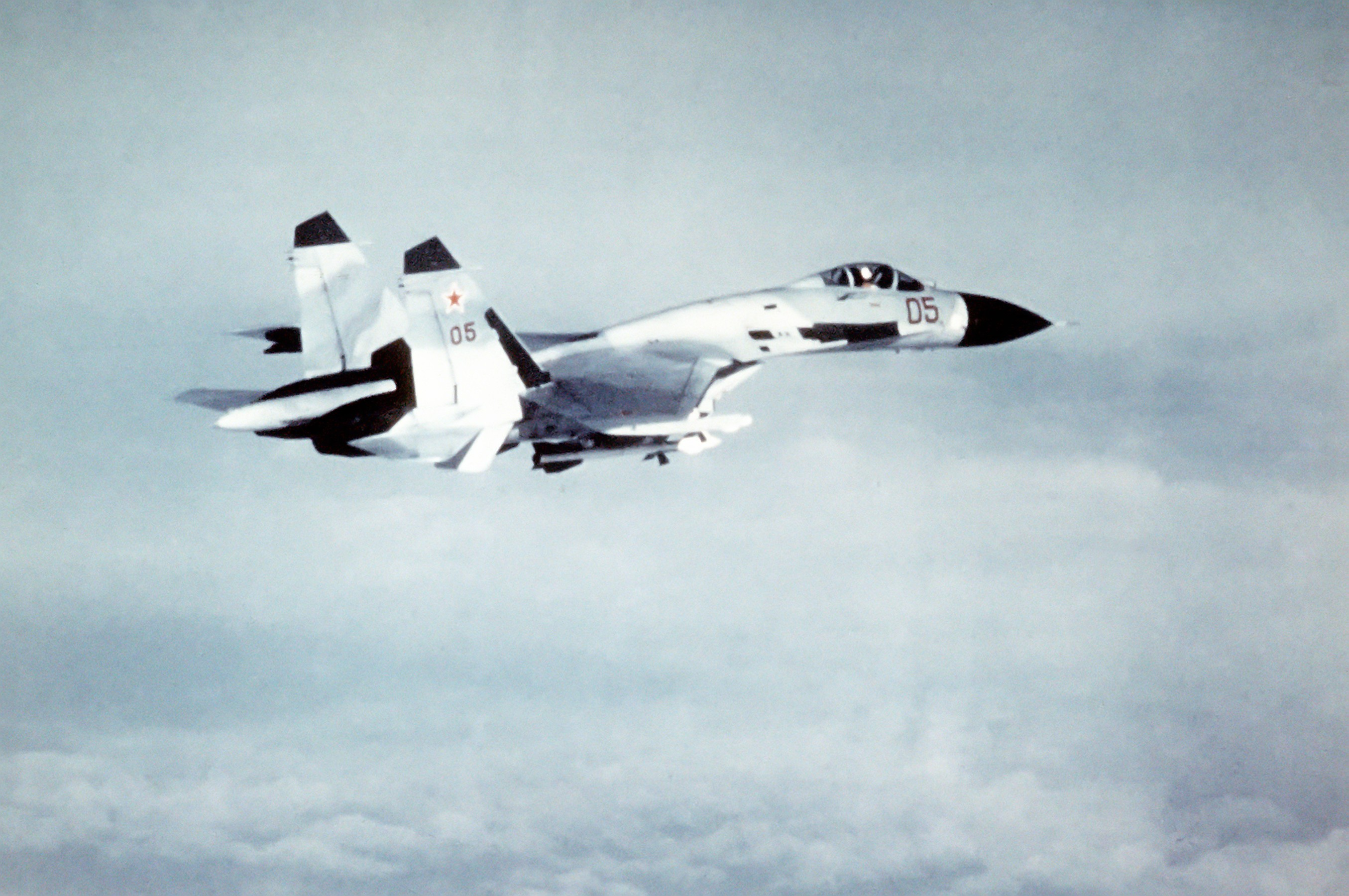
Caça Su-27 Flanker

### Dissolució de la Unió Soviètica
Després del col·lapse de la Unió Soviètica al desembre de 1991, les aeronaus i el personal de la VVS soviètica va ser dividit entre els nous estats independents. Rússia rebé la major part d'aquestes forces, amb aproximadament el 40% dels avions i el 65% dels homes, amb els quals es formaren les bases de la nova Força Aèria Russa.

## Forces
Els Exèrcits Aeris soviètics als darrers anys de la Unió incloïen:
- Formacions d'aviació directament subordinades al Comandament del Quarter General de la VVS
  - Aviació Estratègica
    - 30è Exèrcit Aeri VGK (Irkutsk)
    - 37è Exèrcit Aeri VGK (Moscou)
    - 46è Exèrcit Aeri VGK (Smolensk)

  - Aviació Frontal
    - 16è Exèrcit Aeri (Grup de Forces Soviètiques a Alemanya)
    - 4t Exèrcit Aeri VGK (Propòsits especials)
    - 36è Exèrcit Aeri (Grup de Forces Sud, Hongria)
    - 131a Divisió Aèria
- Transport Aeri Militar

El Transport Aeri Militar estava format per sis regiments separats i 5 divisions, amb un total de 18 regiments de transport militar el 1988. Les divisions eren la 3a Divisió de Transport Militar de la Guàrdia (VTAD) a Vítsiebsk (4 regiments), la 6a Divisió de Transport Militar a Krivoy Rog (2 regiments), la 8a Divisió de Transport Militar a Omsk Txkalovsk prop d'Omsk (3 regiments OSNAZ), la 12a Divisió de Transport Militar a Migalovo (3 regiments), hereva de la 12a Divisió Aèria de Bombarders de la Guàrdia, i la 18a Divisió de Transport Militar a Xauliai (3 regiments), hereva de la 6a Divisió Aèria de Bombarders de la Guàrdia de la II Guerra Mundial.
- Aviació Frontal
  - 1r Exèrcit Aeri (Districte Militar de l'Extrem Orient)
  - 5è Exèrcit Aeri (Districte Militar d'Odessa)
  - 14è Exèrcit Aeri VVS
  - 15è Exèrcit Aeri (Districte Militar del Bàltic)
  - 17è Exèrcit Aeri (Districte Militar de Kíev) (principalment es tractava d'una unitat d'entrenament)
  - 23è Exèrcit Aeri (Districte Militar Transbaikal)
  - 24è Exèrcit Aeri VGK (Propòsits especials) (Direcció Estratègica del Sud-oest)
  - 26è Exèrcit Aeri (Districte Militar de Belarús)
  - 34è Exèrcit Aeri (Districte Militar Transcaucàssic)
  - 73è Exèrcit Aeri (Alma-Ata, Districte Militar de l'Àsia central)
  - 76è Exèrcit Aeri (Districte Militar de Leningrad)
  - VVS (Districte Militar de Moscou)

- Forces de Defensa Aèria - PVO
  - 2n Exèrcit Aeri Independent PVO
  - 6è Exèrcit Aeri Independent PVO
  - 8è Exèrcit Aeri Independent PVO
  - 10è Exèrcit Aeri Independent PVO
  - 12è Exèrcit Aeri Independent PVO
  - 19è Exèrcit Aeri Independent PVO

- Forces de la VVS i la PVO al territori del districte Militar del Volga-Urals
  - VVS (Districte Militar del Volga-Urals)
  - 4t Exèrcit Aeri Independent PVO
  - 11è Exèrcit Aeri Independent PVO (Districte Militar de l'Extrem Orient)
  - 14è Exèrcit Aeri Independent PVO

## Comandants en Cap
- Arkadi Rozengoltz (1923–1924)
- Piotr Baranov (1924–1931)
- Komandarm Iakov Alksnis (1931–1937)
- Coronel General Aleksandr Loktionov (1937–1939)
- Tinent General de les Forces Aèries Iakov Smuixkevitx (1939–1940)
- Mariscal en cap d'Aviació Pàvel Fiódorovitx Jígarev (1941–1942)
- Mariscal en cap d'Aviació Aleksandr Nóvikov (1942–1946)
- Mariscal en cap d'Aviació Konstantín Andréievitx Verxinin (1946–1949)
- Mariscal en cap d'Aviació Pàvel Fiódorovitx Jígarev (1949–1957)
- Mariscal en cap d'Aviació Konstantín Andréievitx Verxinin (1957–1969)
- Mariscal en cap d'Aviació Pàvel Stepànovitx Kutakhov (1969–1984)
- Mariscal de l'Aire  Aleksandr Nikolaievitx Iefimov (1984–1990)
- Mariscal de l'Aire  Ievgeni Xapoixnikov (1990–1991)

## Inventari de la Força Aèria Soviètica el 1990

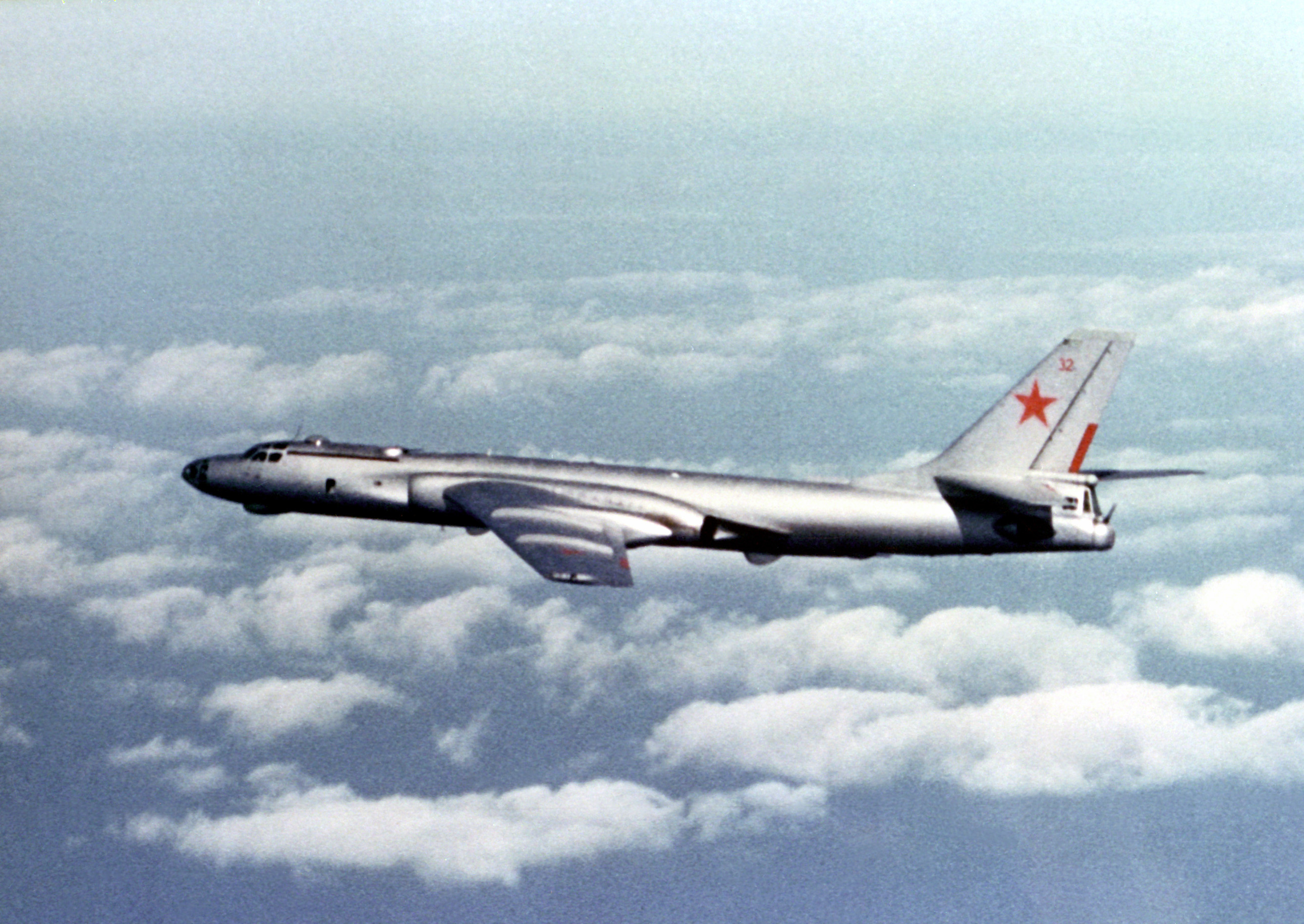
Túpolev Tu-16

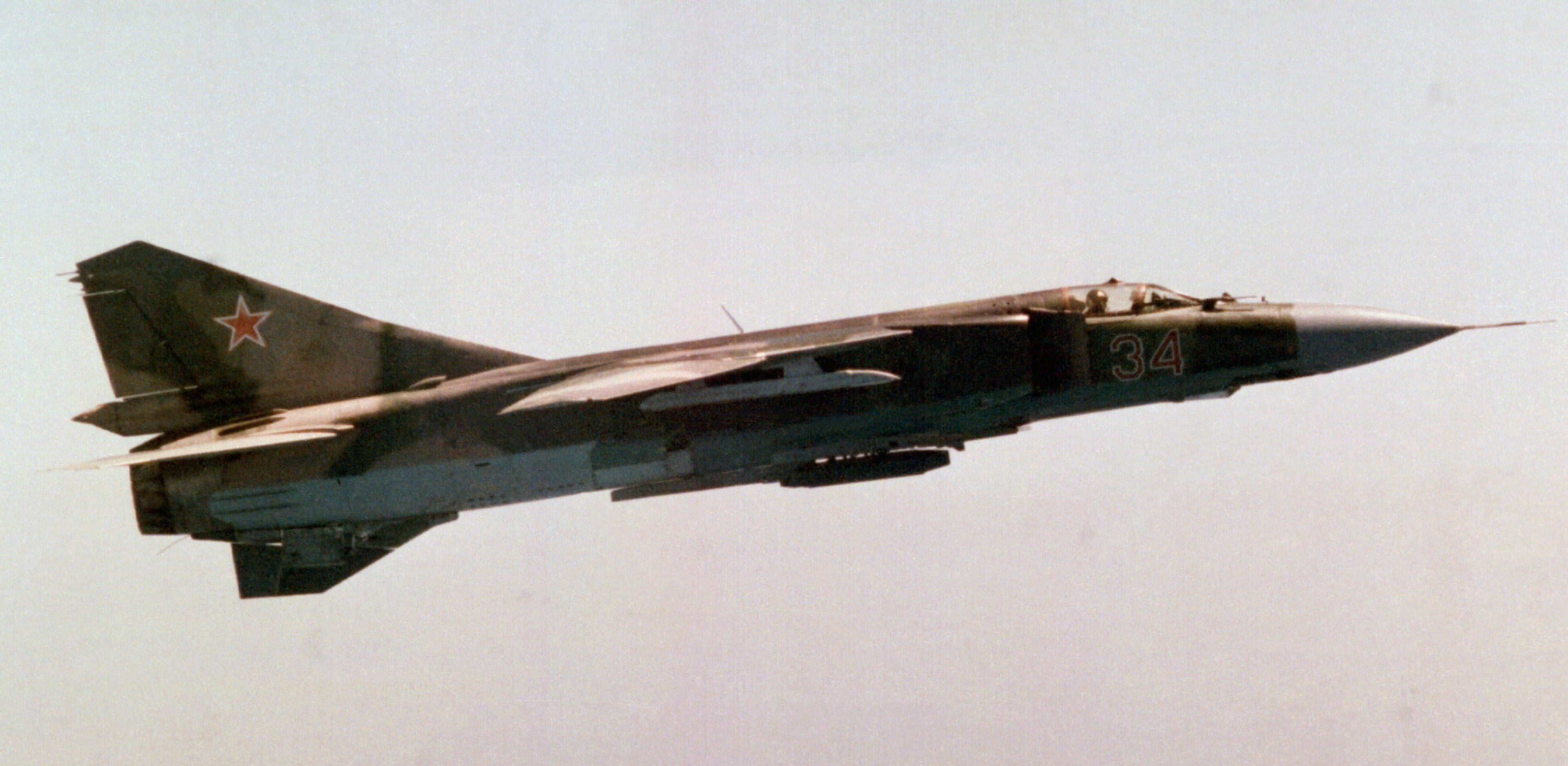
Soviet MiG-23MLD (OTAN – Flogger K).

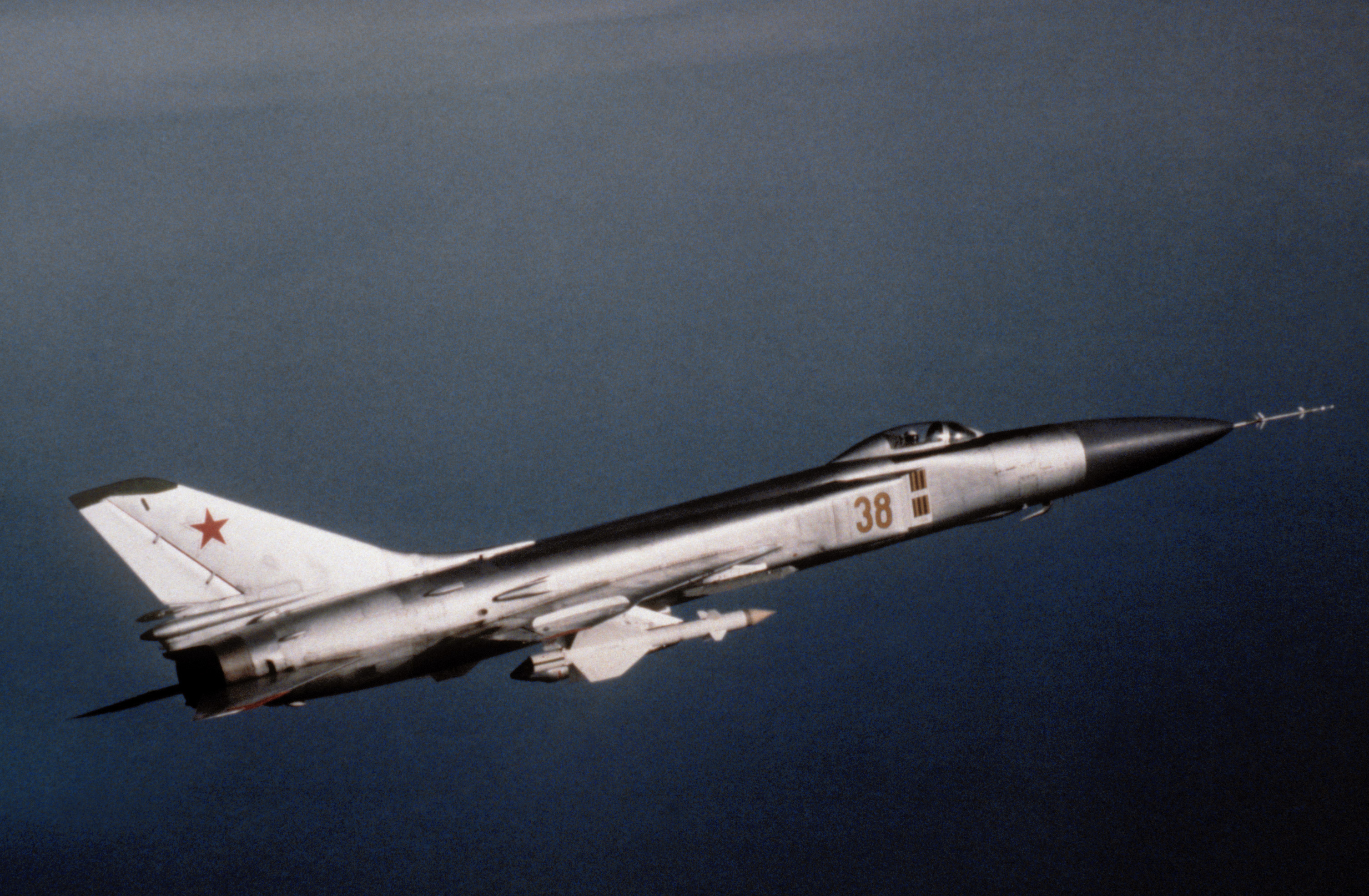
Sukhoi Su-15 (NATO code Flagon)

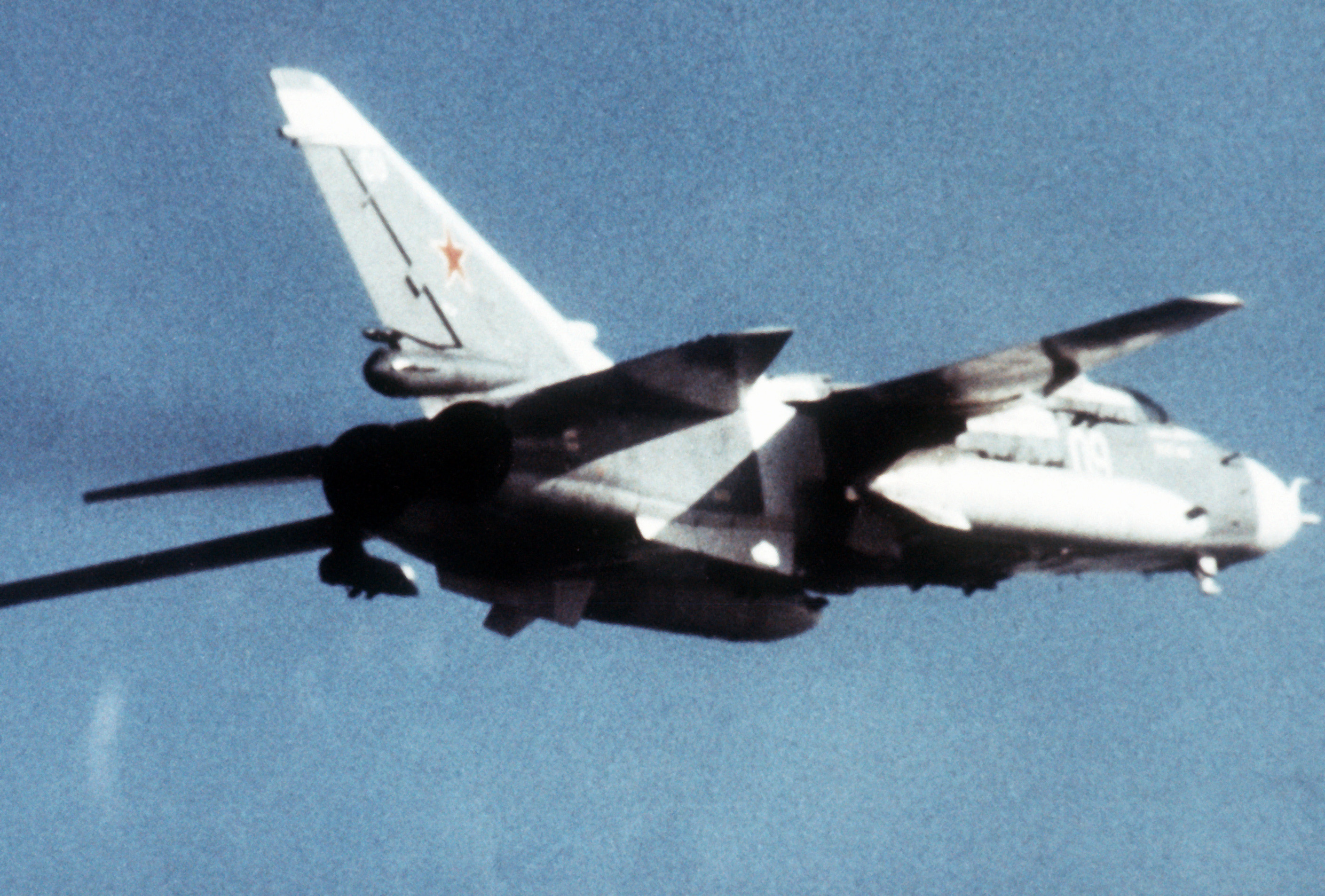
Sukhoi Su-24 d'atac terrestre.

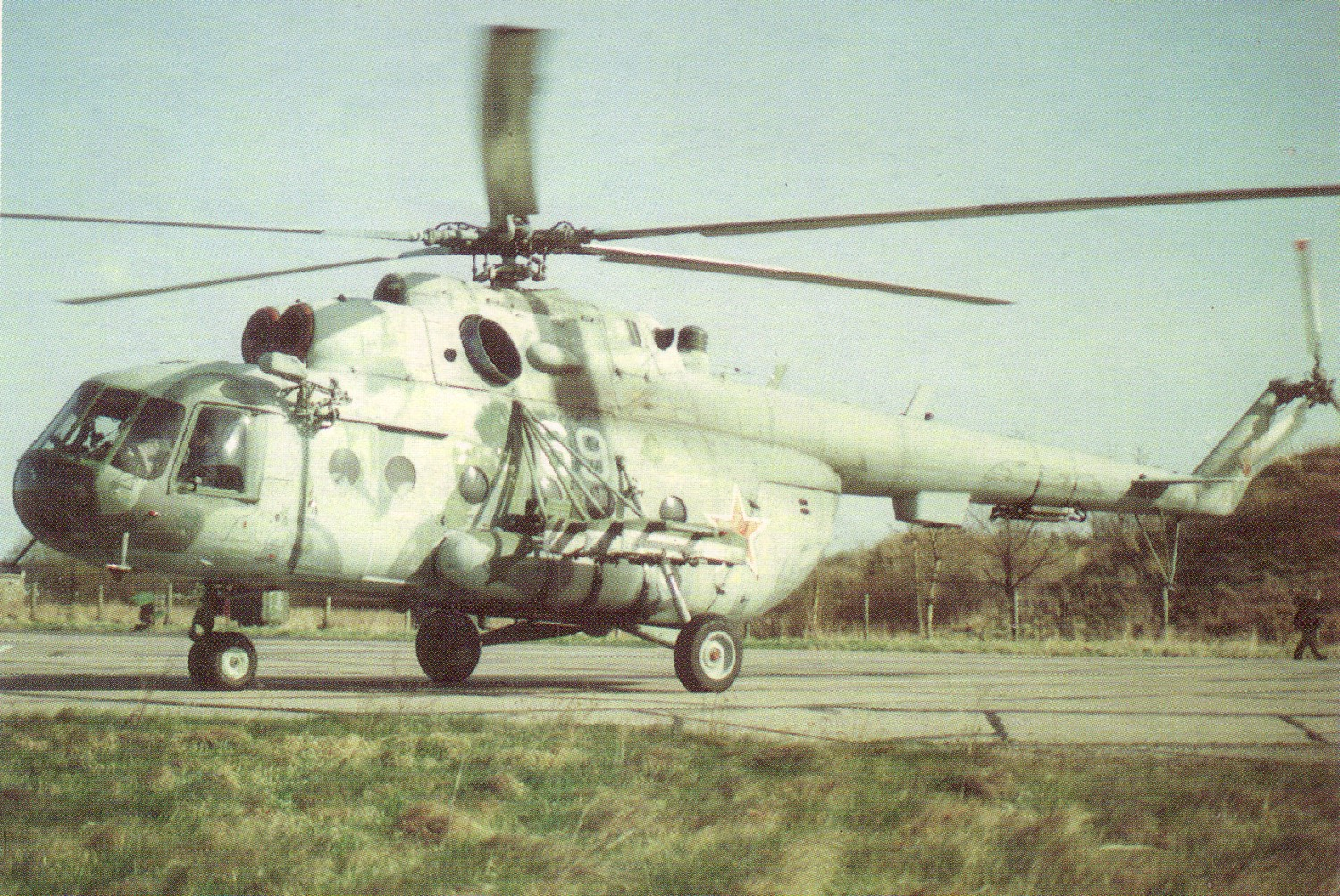
Helicòpter Mil Mi-8T.

205 bombarders estratègics
160 Túpolev Tu-95 Bear
15 Túpolev Tu-160 Blackjack
30  Miasixtxev M-4 Bison
230 bombarders mitjans
30 Túpolev Tu-22M Backfire
80 Túpolev Tu-16 Badger
120 Túpolev Tu-22 Blinder
1.750 caces
90 Su-27 Flanker
540 MiG-29 Fulcrum
600 MiG-23 Flogger
185 MiG-21 Fishbed
200 MiG-31 Foxhound
40 MiG-25 Foxbat
2.105 avions d'atac
630 Su-24 Fencer
535 Su-17 Fitter
500 MiG-27 Flogger-D
340 Su-25 Frogfoot
84 avions cisterna
34  Iliuxin Il-76 Midas
30  Miasixtxev M-4 'Molot' Bison
20 Túpolev Tu-16 Badger
40 AWACS
40 Beriev A-50 Mainstai
658 avions de reconeixement tactic i CME
65 Mikoian-Gurévitx MiG-21
195 Mikoian-Gurévitx MiG-25 Foxbat
65 Sukhoi Su-24 Fencer
195 Iakovlev Iak-28 Brewer
260 avions de reconeixement estratègic i CME
115 Túpolev Tu-16 Badger
15 Túpolev Tu-22 Blinder
4 Túpolev Tu-95 Bear
102 Iakovlev Iak-28 Brewer
24 Mikoian-Gurévitx MiG-25 Foxbat
3.050 helicòpters
1.500 avions i helicòpters d'entrenament
615 avions de transport
40 Antónov An-124 'Ruslan' Condor
55 Antónov An-22 'Antey' Cock
210 Antónov An-12 Cub
310 Iliuxin Il-76 Candid
2.935 avions civils i d'altres de transport, normalment avions de la Aeroflot, que es podien transformar fàcilment.

## Taula de graus i divises de la Força Aèria Soviètica
A la taula es mostra l'equivalència amb el codi de l'OTAN, encara que, òbviament, la Unió Soviètica no va pertànyer a aquest organisme
| Equivalent OTAN      | OF-9                                                                   | OF-9                                               | OF-8                                                | OF-7                                                | OF-6                                       |
| -------------------- | ---------------------------------------------------------------------- | -------------------------------------------------- | --------------------------------------------------- | --------------------------------------------------- | ------------------------------------------ |
| Mariscals i Generals | Главный маршал авиации Glavnyj Marshal Aviatsii Cap Mariscal d'Aviació | Маршал авиации Marshal Aviatsii Mariscal d'Aviació | Генерал-Полковник General-Polkovnik Coronel General | Генерал-лейтенант Gueneral-leitenant Tinent General | Генерал-майор Gueneral-maior Major General |

| Equivalent OTAN | OF-5                        | OF-4                                     | OF-3              | OF-2                   | OF-2                                                | OF-1                       | OF-1                                               |
| --------------- | --------------------------- | ---------------------------------------- | ----------------- | ---------------------- | --------------------------------------------------- | -------------------------- | -------------------------------------------------- |
| Oficials        | Полковник Polkóvnik Coronel | Подполковник Podpolkóvnik Tinent Coronel | Майор Maior Major | Капитан Kapitan Capità | Старший лейтенант Stàrxiï leitenant Tinent Superior | Лейтенант Leitenant Tinent | Младший лейтенант Mlàxiï leitenant Tinent Inferior |

| Equivalent OTAN                         | WO-2                                                         | WO-1                                | OR-7                           | OR-7                                             | OR-6                    | OR-4                                             | OR-2                       | OR-1                    |
| --------------------------------------- | ------------------------------------------------------------ | ----------------------------------- | ------------------------------ | ------------------------------------------------ | ----------------------- | ------------------------------------------------ | -------------------------- | ----------------------- |
| Oficials Tècnics, Sots-oficials i tropa | Старший прапорщик Stàrxiï pràporsxik Oficial Tècnic Superior | Прапорщик Pràporsxik Oficial Tècnic | Старшина Starxinà Sots-oficial | старший сержант Stàrxiï serjant Sergent Superior | сержант Serjant Sergent | младший сержант Mlàdxiï serjant Sergent Inferior | ефрейтор Iefréitor Caporal | Рядовой Riadovoi soldat |